# Parafia Wniebowzięcia Najświętszej Maryi Panny w Cieplicach
Parafia Wniebowzięcia Najświętszej Maryi Panny w Cieplicach (do 2012 w Nowakowie) – parafia rzymskokatolicka w diecezji elbląskiej. Erygowana w 1962 roku przez biskupa warmińskiego Tomasza Wilczyńskiego.
Do parafii należą wierni z miejscowości: Nowakowo, Batorowo, Cieplice, Kępa Rybacka, Kępiny Wielkie, Nowotki. Tereny te znajdują się w gminie Elbląg w powiecie elbląskim w województwie warmińsko-mazurskim.
Biskup Elbląski dekretem nr 225/2012 z dnia 2 sierpnia 2012 roku przeniósł z dniem 1 października 2012 roku Parafię Rzymskokatolicka pw. Wniebowzięcia Najświętszej Maryi Panny w Nowakowie z Dekanatu Elbląg-Śródmieście do Dekanatu Elbląg-Północ oraz z dekretem nr 230/2012 z dnia 6 sierpnia 2012 roku przeniósł z dniem 2 października 2012 roku siedzibę Parafii Rzymskokatolickiej pw. Wniebowzięcia Najświętszej Maryi Panny w Nowakowie: z miejscowości Nowakowo do miejscowości Cieplice.
2 grudnia 2018 biskup elbląski Jacek Jezierski zgodnie z dekretem z dnia 26 listopada przeniósł parafie Wniebowzięcia Najświętszej Maryi Panny w Cieplicach do nowego dekanatu Tolkmicko.

## Proboszczowie Parafii Wniebowzięcia Najświętszej Maryi Panny w Cieplicach
- ks.Stanisław Biały - 1976-2012
- ks.Paweł Guminiak - 2012-nadal